# باشگاه فوتبال الجیش عراق
باشگاه الجیش (به انگلیسی: Al-Jaish FC) نام باشگاه فوتبال عراقی است که مرکز آن در بغداد می‌باشد.